# Мандраджик
Мандраджик (на гръцки: Μανδράκι, Мандраки, до 1926 година Μαντρατζίκ, Мандрадзик) е село в Егейска Македония, в Република Гърция, дем Синтика. Според преброяването от 2001 година селото има население от 414 жители.

## География
Селото е разположено северозападно от град Сяр (Серес) и западно от Валовища (Сидирокастро) в красива местност в южното подножие на Беласица (Белес или Керкини). Южно от него е разположено Бутковското езеро (Керкини). Мандраджик е един от удобните изходни пунктове за изкачването на планинския първенец на Беласица - връх Радомир (Калабак) и високите части на планината.

## История
В селото са запазни следи от средновековна крепост - така наречената Циганска кула.

### Етимология
Според Йордан Н. Иванов името е от мандра и турска умалителна наставка. Новото гръцко име е преведено.

### В Османската империя
През XIX век и началото на XX век, Мандраджик е село, числящо се към Демирхисарска кааза. В „Етнография на вилаетите Адрианопол, Монастир и Салоника“, издадена в Константинопол в 1878 година и отразяваща статистиката на населението от 1873 г., Мандраджик (Mandradjik) е посочено като селище в Сярска каза с 19 домакинства, като жителите му са 46 мюсюлмани.
През 1891 година Георги Стрезов пише:
| „ | Мандраджик, на Ю от Порой 2½ часа до Бутковското езеро. Селянете са земледелци, рибари; някои ловят пиявици и обработват коприна. 45 къщи турски и 15 гюпски. | “ |

В 1894 година Густав Вайганд в „Аромъне“ пише: „стигнахме по добъръ пѫть въ околностьта на селото Мандраджикъ. Посрѣдъ така наречената циганска кула стигнахме въ селото. Пространството на тази кула има квадратна форма и е обработено съ една стѣна, широка до единъ метръ, а висока отъ 2—5 метра. Въ нѣкои мѣста се виждатъ слѣди отъ прозорци, но никакви украшения се не забѣлѣзватъ, нито пъкъ надписи. Хората си разправятъ, че тукъ нѣкога е живѣлъ циганския кралъ.“
Според статистиката на Васил Кънчов („Македония. Етнография и статистика“) от 1900 година селото брои 90 жители, всички турци.

### В Гърция
След Междусъюзническата война в 1913 година селото попада в Гърция. В 1923 година турското му население по силата на Лозанския договор се изселва в Турция и на негово място са настанени гърци тракийци от Малък Самоков и Трулия. В 1926 година името на селото е променено на Мандраки. Според преброяването от 1928 година селото е изцяло бежанско с 67 бежански семейства с 278 души.